# Марія Адеодата Пізані
Марія Адеодата Пізані (Blessed Maria Adeodata Pisani; 29 грудня 1806 року, Неаполь, Італія — 25 лютого 1855 року, Мгіна, Мальта) — мальтійська монахиня, блаженна, яку Папа Іван Павло II вшанував 24 квітня 2001 року, видавши указ про героїчні чесноти та беатифікацію 9 травня 2001 року.

## Біографія
Марія Адеодата Пізані — єдина дочка барона Бенедетто Пізані Момпалао Кузкері та Вінченси Карано. Вона народилася Марією Терезою Пізані в Неаполі, Італія, 29 грудня 1806 року, і була хрещена того ж дня в парафії Святого Марка в Піцофальконе. Її батько мав титул барона Фригенуїна, одного з найстаріших і найбагатших баронів на Мальті; її мати була італійкою. Батько почав пити, і це призвело до шлюбних проблем. Її мати покинула дім і довірила догляд за дитиною своїй тещі Елізабет Мамо Момпалао, яка жила в Неаполь. Момпалао була гарним вихователем, але померла, коли її внучці було лише десять років. Після смерті бабусі Пізані була відправлена до знаменитого Istituto di Madama Prota, інтернату в Неаполі. Там дочки місцевої аристократії отримували освіту. В 1821 році її батько був причетний до повстання в Неаполі та засуджений до смертної кари. Оскільки він був британським громадянином, його покарання було відсторонено, і король Фердинанд II вислав його з Неаполя та депортував на середземноморський острів Мальта. У 1825 році Пізані та її мати приїхали жити на Мальту, оселившись у Рабаті.
Опинившись на Мальті, Пізані вирішила стати монахинею, хоча її мати вважала за краще вийти заміж. Окрім страждань від слабкого здоров'я, Пісані мала деформоване плече, яке спричинили травми, отримані від руки служниці, яка побила її, коли вона жила з бабусею в Неаполі. Мати намагалася знайти дівчині чоловіка, та Пізані незмінно відмовлялася від таких пропозицій. Вона вважала за краще вести спокійне життя, відвідувати церкву та допомагати бідним. Люди, які її знали, почали коментувати її благочестиву поведінку.
Після 21 року вона ввійшла до Бенедиктинської монастиря. Її доброчинність була користю і для монахинь, і для багатьох людей за межами монастиря. Пізані писала твори, найвідомішим з яких є «Містичний сад душі, яка любить Ісуса та Марію», збірка її особистих роздумів між 1835 та 1843 роками.
Вона була ігуменею з 1851 по 1853 роки, але їй довелося звільнитися від своїх обов'язків, оскільки страждала від проблем із серцем. Вона померла 25 лютого 1855 року в 48-річному віці й була похована наступного дня у склепі Бенедиктинського монастиря у Мдині.
Пізані запам'яталася своєю святістю, любов'ю до бідних, самонав'язаними жертвами та екстазами настільки повною, що її бачили левітацією.

## Беатифікація
Беатифікаційний процес був початий в 1893 році, але в 1913—1989 роках був припинений з економічних причин. 9 травня 2001 року Марія Адеодат Пізані була беатифікована папою Іваном Павлом II. Необхідним для беатифікації дивом було визнано зцілення черниці Марії Джузеппіни Даміані від пухлини шлунка 24 листопада 1897 року. Проголошення беатифікації відбулося у Флоріані, а днем пам'яті блаженної Марії Адеодат став день 25 лютого — день її смерті.
Папа Іван Павло II оголосив її Блаженною 9 травня 2001 року в Флоріані, після чого було відкрито величезний портрет Блаженної — картину олією, замовлену в 1898 році архієпископом Родосом та єпископом П'єтро Пейсом. Понтифік також оголосив, що її свято буде відзначатися 25 лютого, в день її смерті. Завдяки своїй молитві, роботі та любові вона стала джерелом тієї духовної та місіонерської плідності, без якої Церква не може проповідувати Євангеліє так, як Христос заповідає, бо місія та споглядання вимагають одне одного абсолютно (пор. Novo Millennio Ineunte, 16).